# Gabriella Rasponi Spalletti
Gabriella Rasponi Spalletti (Ravena, 10 de abril de 1853 – Roma, 29 de setembro de 1931) foi uma educadora, filantropa e feminista italiana. Desejosa de melhorar as condições das mulheres, em 1897 Spalletti fundou uma escola de bordado em Quarrata, na Toscana. Em 1903, como presidente do Conselho Nacional das Mulheres Italianas, ela apoiou o sufrágio feminino e esteve por trás do sucesso do Congresso Nacional das Mulheres Italianas em 1908.

## Biografia
Gabriella Rasponi Spalletti nasceu em Ravena em 10 de abril de 1853 em uma família aristocrática. Ela era filha do Conde Cesare Rasponi Bonanzi (1822–1886), político e vice-cônsul, e Letizia Rasponi Murat (1832–1906). Além de um curto periódo vivendo em um convento, ela foi educada em casa por professores particulares. Em 1870 ela casou-se com o político Venceslao Spalletti Trivelli, com quem teve cinco filhos. Apenas três sobreviveram: Carolina (1873–1940), Giambattista (1890–1967) e Cesare (1892–1967).
Após se mudar para Roma com sua família em 1894, Spalletti tornou-se membro do conselho da Cruz Vermelha Italiana e juntou-se à Associazone per la donna (Associação pelas Mulheres), onde ficou responsável pelos suprimentos médicos, arrecadação de fundos e filiação. Ao lado do seu marido ela apoiou várias organizações de caridade e, em 1897, inaugurou uma escola de bordado em Quarrata. Além de reavivar o interesse pelas artes e ofícios locais, a instituição também se desenvolveu em uma próspera cooperativa com centenas de bordadeiras.
Em Roma, ela tornou-se uma salonière, convidando escritores, filósofos, jornalistas e políticos para reuniões em sua casa. Os homens convidados incluíam Marco Minghetti e Ruggero Bonghi, além de muitas mulheres influentes como Dora Melegari, Antonietta Giacomelli e Giuseppina Lemaire, apoiando seu interesse pela esfera social e pelas mulheres trabalhadoras.
Após a morte do seu marido em 1899, Spalletti dedicou esforços renovados ao movimento feminino, abordando as atividades práticas, intelectuais e educacionais das mulheres. Após revigorar a Federazione romana delle opere femminili (Federação Romana pelo Trabalho Feminino), em 1903 ela fundou o Conselho Nacional das Mulheres Italianas.
Enquanto o Congresso Nacional das Mulheres Italianas de 1908 em Roma atraía mais de mil participantes, uma proposta de abolição do ensino religioso nas escolas pela socialista Linda Malnati, apoiada por Spalletti, fez com que os católicos saíssem da organização e criassem a Unione fra le donne cattoliche d'Italia (União das Mulheres Católicas da Itália).

## Morte
Gabriella Rasponi Spalletti faleceu em Roma em 29 de setembro de 1931.